# بالانوواتس
بالانوواتس (به صربی: Balanovac) یک روستا در صربستان است که در Knjaževac واقع شده‌است. بالانوواتس ۳۲۸ نفر جمعیت دارد.